# ایسکرا (سرزمین آلتای)
ایسکرا (به لاتین: Iskra) یک منطقهٔ مسکونی در روسیه است که در سرزمین آلتای واقع شده‌است.